# Gabriela Pizarro
Gabriela Eliana Pizarro Soto, (Lebu, Arauco, 14 de outubro de 1932 - Santiago, 29 de dezembro de 1999), foi uma das três mais importantes investigadoras e intérpretes do folclore musical chileno que, em 1958, fundou o Millaray, um dos mais importantes grupos musicais chilenos de representação folclórica.
Quando criança teve contato com tradições populares chilenas. Dentre as pessoas que a influenciaram na infância, destacaram-se:
- sua mãe, Blanca Hortensia Soto, originária de Lebu, que estudou no Conservatório Nacional e participava do coral da Igreja, da orquestra de professores, de grupos de teatro, zarzuela e opereta; e
- sua avó, Elba González, originária de Cañete e cantora de chinganas.

Em 1939, se mudou com sua família para Santiago. Participou do grupo musical da escola e teve aulas de violão com Isabel Soro.
Em 1954, teve o primeiro contato com Margot Loyola em dos cursos temporários de cultura musical ministrados por Margot na Universidade do Chile. Nesses cursos teve contato com Silvia Urbina, Jaime Rojas, Rolando Alarcón, Victor Jara, integrantes do Cuncumén, entre outros.
Em 1955, fundou o grupo "Gualpén", juntamente com Jaime Rojas, futuro integrante do Cuncumén.
Entre 1955 e 1961, integrou o coral da Universidade do Chile, onde conheceu acadêmicos como: Manuel Dannemann, Alfonso Letelier e Raquel Barros.
Em 1956, visitou Lebu, onde manteve contato com as cantoras Noemi Chamorro, de Quiapo, e Olga Niño, entre outras. Com elas aprendeu cuecas, mazurcas, tonadas, canciones religiosas e danças como o chapecao e o chincolito.
Em 1957, substituiu Violeta Parra, que estava viajando, no programa radiofônico: "Imágenes camperas".
Em 1957, criou um novo conjunto folclórico, com o apoio da Casa de Cultura de Ñuñoa e atuou no programa radiofônico chamado: "Un pueblo canta", organizado pelo escritor Julio Alegria e vinculado ao Departamento do Pequeno Direito de Autor da Universidade do Chile, onde interpretou músicas de autores chilenos como Petronila Orellana e Críspulo Gándara. Esse programa radiofônico, reuniu as pessoas que fundariam o conjunto musical Millaray, nome significa "flor de ouro".
Entre 1958 e 1960, o grupo Millaray se apresentou no Teatro Municipal de Santiago difundindo o resultado das investigações sobre a cultura da Ilha de Chiloé, por meio da compilação de danças como "el pavo", "el cielito", "la trastasera", "la pericona", entre outras. O grupo Millaray, que juntamente com Cuncumén, é considerado um dos maiores conjuntos de música folclórica chilena, gravou 5 discos da coleção "O Folclore do Chile", pela Odeon, mas teve suas atividades interrompidas com o Golpe Militar de 1973, que resultou na perseguição de muitos de seus integrantes, incluindo Gabriela.
Em 1959, conheceu o folclorista Héctor Pavez, integrante do Millaray, com quem se casaria em 1960 e teria cinco filhos.
Foi professora em cursos nas casas de cultura municipais de San Miguel, em 1963; de Santiago, em 1969; e de La Granja, em 1973.
Entre 1965 e 1973, deu aulas de folclore chileno na Faculdade de Ciências e Artes Musicais e Cênicas da Universidade do Chile.
Em 1967, fez pesquisas sobre o folclore em Chillán.
Em 1969, apoiou ativamente a campanha de Salvador Allende.
Em 1970, juntamente com o grupo Millaray, gravou o disco: "Cuecas en brindis" e ingressou na Escola Vespertina do Conservatório da Faculdade de Música da Universidade do Chile, como Instrutora de Folclore.
Em 1971, juntamente com o grupo Millaray, gravou o disco: "La ramada".
Depois do golpe de 1973, encontrou dificuldades para prosseguir com sua carreira artística.
Foi ajudada por exilados que queriam que seu trabalho fosse conhecido em outros países, e desse modo:
- Em 1978, juntamente com Pedro Yáñez, visitou a França, a Suécia, a Suíça, a Itália, a Espanha e a a Inglaterra, onde foi nomeada como integrante do "Instituto de Canto e Dança Britânica";
- Em 1984, visitou a França e a Itália;
- Em 1985, visitou a Holanda, a Espanha e a Finlândia;
- Em 1986, visitou a Holanda, a Alemanha, a Finlândia e a Espanha
- Em 1987, visitou o Canadá, onde percorreu as cidades de Winnipeg, Vancouver, Edmonton e Montreal.

No final da década de 1970, começou a rearticular sua atividade no Chile em parceria com músicos como Catalina Rojas, Roberto Parra, Arssel Angulo e Romilio Chandía, que havia sido integrante do Millaray, além de seus filhos. Desse modo, refundou o Millaray, com uma nova composição, que, em 1979, passou a apresentar o recital de canto religioso campônes: "La pasión de Manuel Jesús" e depois continuou trabalhando em obras relacionadas com o "Primero de Maio", "La Fiesta de Cuasimodo" ou "La Navidad".
Em 1979:
- Gravou, pela Alerce, as fitas cassetes: "El folclor en mi escuela" e "Danzas tradicionales";
- Montou o espetáculo: "Nuestro Canto", em parceria com Ricardo García no Teatro Cariola.

Em 1982, gravou o disco "Canciones campesinas", pela Alerce, com canções e tonadas como "El caleuche", "La pericona tiene" e "He venido caminando".
Em 1985, apresentou o recital "Canto a seis razones", com o apoio da Embaixada da França.
Em 1986, gravou, em Madri, "Romances de acá y de allá", em conjunto com o espanhol Joaquín Díaz, no qual foram reunidas investigações sobre o gênero tradicional do romance.
Em 1987, publicou "Apuntes sobre el romance en Chile", que foi apresentado juntamente com o recital: "Romances en el cancionero folklórico criollo".
Em 1987, voltou a atuar como pesquisadora das tradições folclóricas chilenas, particularmente sobre o romance. Gravou o cassete "Romances Cantados", com o apoio da Universidade do Chile.
Em 1988, publicou "Cuadernos de terreno", onde apresentou grande parte de suas pesquisas.
Com a volta da democracia, passou a receber uma pensão que lhe deu certa tranquilidade econômica.
Em 1989, gravou a antologia: "Cantos de Rosa Esther", em parceria com a folclorista Carmen López. Essa obra incluiu décimas, tonadas e versos.
Em 1991, gravou o disco: "Romances cantados", em parceria com Anaís Pavez e José Pepe Cabello, editado pela Faculdade de Música da Universidade do Chile.
Em 1992, publicou o livro "Vinte tonadas religiosas", que se tornou um disco duplo em 1993, em parceria com Pepe Cabello e Guillermo Ríos.
Em 1996, foi presidente da Associação Nacional do Folclore do Chile, (ANFOLCHI).
Em março 1999, gravou o recital "Las estaciones del canto", depois disso começou a gravar em disco de cuecas recompiladas por Violeta Parra, com a ajuda de Patricia Chavarría, porém não conseguiu concluir a obra, pois um câncer de pulmão lhe causou a morte em 29 de dezembro de 1999, entretanto a obra foi concluída por seus filhos, Catalina Rojas e Patricia Chavarría, sendo o disco "20 cuecas recogidas por Violeta Parra" lançado em 2000.